# ماساکی کویدو
ماساکی کویدو (انگلیسی: Masaaki Koido؛ زادهٔ ۹ آوریل ۱۹۷۸) بازیکن فوتبال اهل ژاپن است.